# Железнодорожный транспорт во Франции

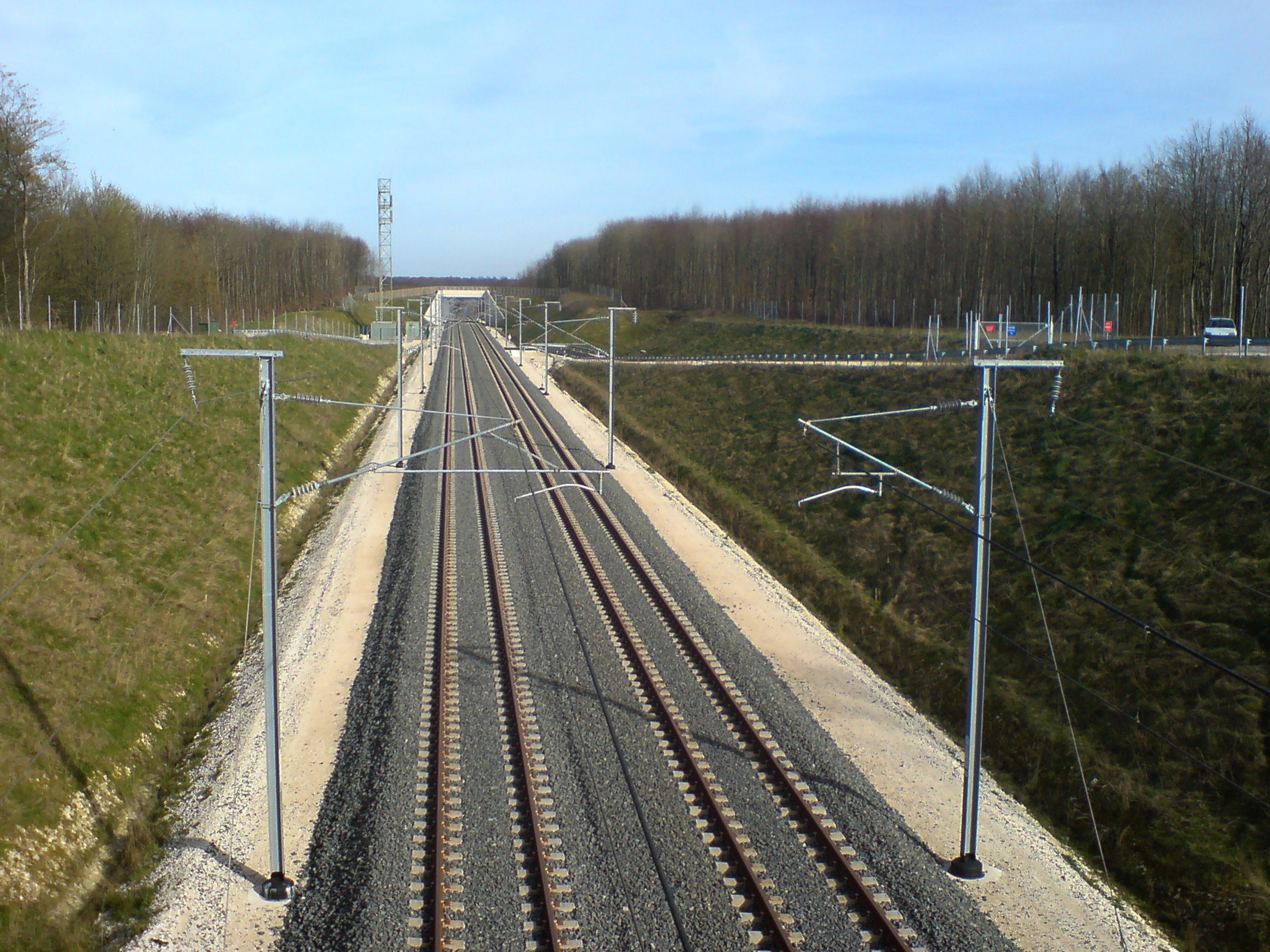
Высокоскоростная линия

Железнодорожный транспорт Франции — сеть железных дорог во Франции, находящаяся в собственности «Réseau Ferré de France» (RFF) и под управлением «Национальной компании французских железных дорог» (SNCF).

## Характеристики сети
- Длина сети — 30 000 км
- Электрифицировано — 15 687 км.
- Ширина колеи — 1 435 мм.
- Количество перевезенных пассажиров — 1 013 миллионов (2006 г.)
- Количество перевезенного груза — 108 330 000 тонн (2006 г.)

## История
История французских железных дорог начинается в начале XIX века с открытием ветки на гужевой тяге в Сент-Этьене 26 февраля 1823 года. Она была построена по приказу короля Луи XVIII, имела длину 23 километра и использовалась для транспортировки угля.
Линия Сент-Этьен — Лион, 58 километров длиной, была построена между 1830 и 1832 годами. Для развития железнодорожной сети было принято решение построить ряд линий, соединявших столицу с другими городами.

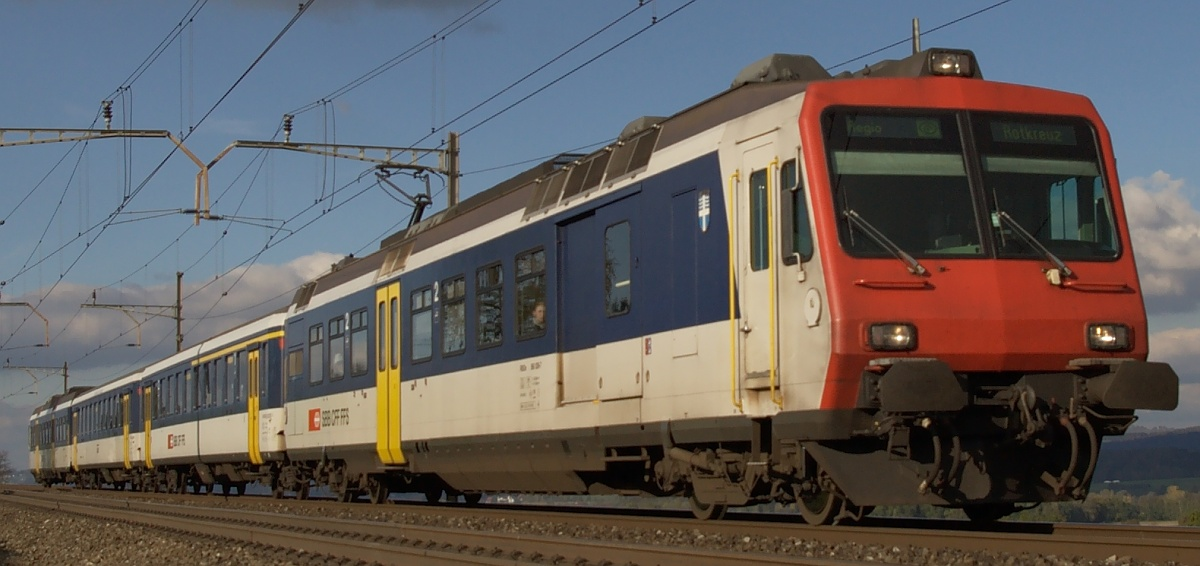
Поезд Colibri, CFF

В июне 1842 года был принят «Устав железных дорог». Государство становится владельцем земли, выбранной для постройки дорог и оно финансирует строительство инфраструктуры . Оно подписывает контракты с компаниями, которые строят объекты: железные дороги, различные установки, инвестируют средства в подвижной состав и располагают монополией на эксплуатацию своих линий.
Сеть развивалась достаточно быстро, особенно после 1850 года, когда Париж был соединён железными дорогами с городами Байонна, Тулуза, Клермон-Ферран, Марсель, Базель, Дюнкерк. Постепенно сеть стала делиться между шестью большими компаниями. Образуются и региональные сети между концом XIX века и началом XX века, но они постепенно закрываются начиная с 1930 года.
31 августа 1937 года принят декрет о национализации железнодорожных сетей.
С конца 1990-х годов осуществляются реформы, предусмотренные Европейским союзом, среди которых разделение между инфраструктурой и эксплуатацией, приведшие к созданию Железнодорожной сети Франции (RFF) в 1997 году.

## Метро
Парижское метро, открытое в 1900, было единственным в стране вплоть до 1974, когда открылась первая линия метро Лиона, а в 1977 метро открылось в Марселе.
Новые сети развиваются довольно медленно и используют так называемое легкое автоматическом метро (Véhicule). Такое метро расположено в Лилле, в котором впервые использовалась эта технология с 1983, а также в Тулузе и Ренне; оба парижских аэропорта также оснащены линиями, названными Orlyval и CDGVAL.

## Трамваи

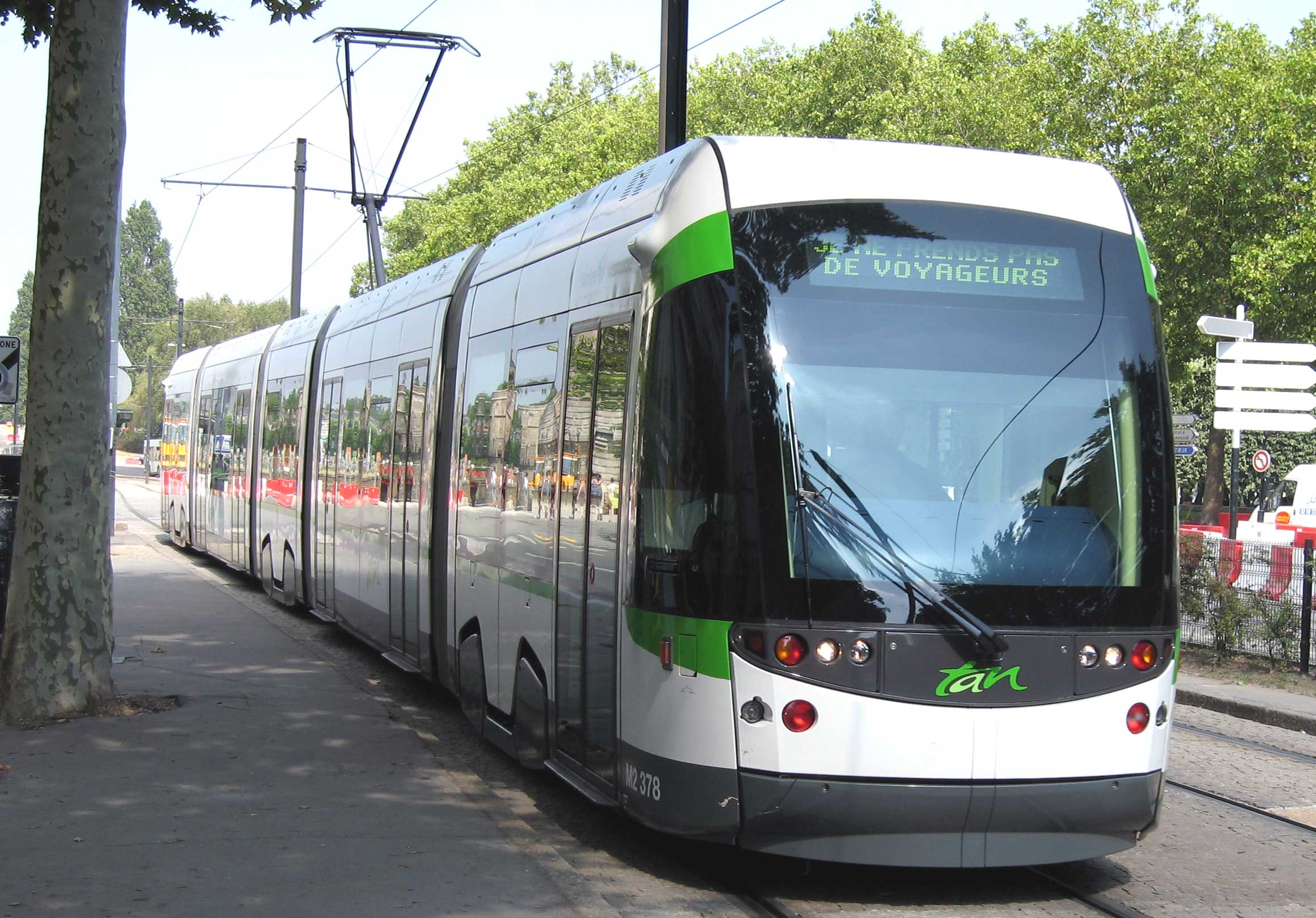
Современный трамвай в Нанте

Трамвай - один из старейших видов транспорта во Франции. Сети трамвая развились в многочисленных агломерациях в течение второй половины от XIX века и до первых лет XX века.
Трамваи постепенно исчезают, начиная с 1930 г., и, главным образом, после войны.
Новый интерес к трамваю возникает вследствие перегрузки центров городов и нефтяными ударами, появляется в 1970 г. Планируется разработать современный трамвай, предназначенный для восьми крупных городов Франции. В 1985 открывается первая современная сеть трамваев. В 2000 такими трамваями было оснащено девятнадцать французских агломераций.

## Железнодорожные связи со смежными странами
- Одинаковая ширина колеи:

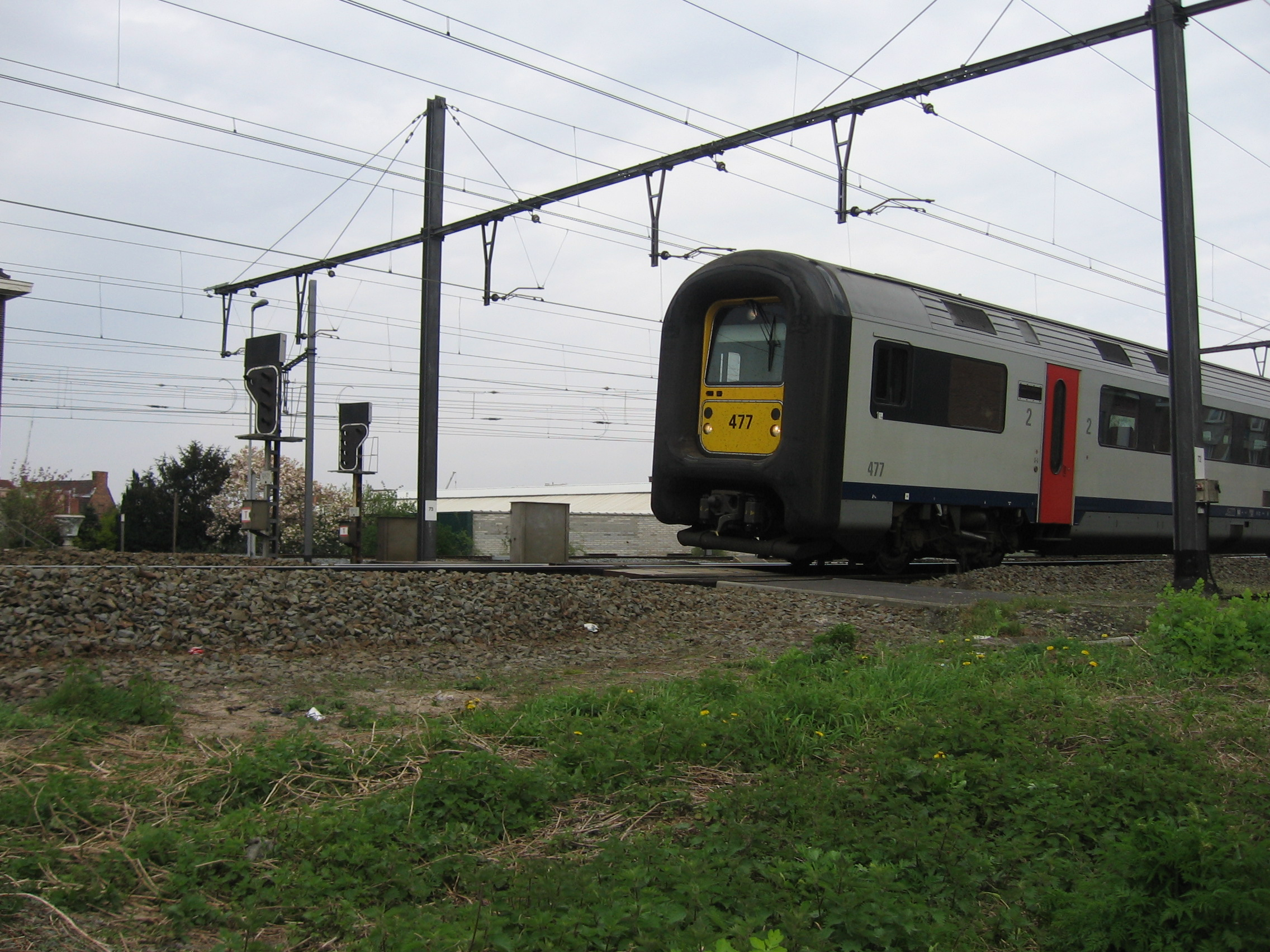
Поезд AM 96, SNCB

  -  Бельгия — смена напряжения, 3 кВ постоянного тока.
  -  Германия — смена напряжения, 3 кВ постоянного тока - 15 кВ переменного тока.
  -  Великобритания через туннель, смена напряжения.
  -  Италия — смена напряжения.
  -  Люксембург — смена напряжения, 3 кВ постоянного тока/15 кВ переменного тока.
  -  Швейцария — смена напряжения, 3 кВ постоянного тока/15 кВ переменного тока.
- Различная ширина колеи:
  -  Испания — смена напряжения, колея 1668 мм.
  -  Андорра — нет железнодорожного сообщения.